# Neochrostis diplogramma
Neochrostis diplogramma là một loài bướm đêm trong họ Noctuidae.